# Visor i tiden
Visor i tiden är Carl-Einar Häckners första album. Det gavs ut 1995.

## Låtlista
Text och musik av Carl-Einar Häckner, om ej annat anges.
1. Statsministern är död
2. Långkalsong (Häckner/Ekborg)
3. Tumnagelsvärld (Häckner/Krönlein)
4. Jag vill

## Medverkande
- Carl-Einar Häckner - sång och gitarr
- Daniel Ekborg - gitarr och kör
- Michael Krönlein - bas, piano och kör
- Mats Nahlin - trummor och dragspel